# Jacques Germain
 Jacques Germain  (* 13. Januar 1915 in Paris, Frankreich; † 2001 in Paris) war ein französischer Maler und Grafiker. Er gehört zu den bedeutenden Vertretern der Abstrakten Kunst und Druckgrafik nach dem Zweiten Weltkrieg.

## Leben
Jacques Germain war 1930 Schüler von Fernand Léger und Amédée Ozenfant an der Académie Moderne in Paris. Von Oktober 1930 bis Juli 1931 studierte er am Bauhaus in Dessau bei Wassily Kandinsky und Josef Albers. Er besuchte von 1932 bis 1933 die Städelschule in Frankfurt am Main bei Willi Baumeister, wo er die Werbegraphik erlernte. Von 1936 bis 1943 absolvierte er seinen Wehrdienst, während des Krieges hält er sich in Deutschland als Kriegsgefangener auf.
1949 fand seine erste Einzelausstellung in der Galerie des Deux-Iles in Paris statt.
Er nahm an Ausstellungen im Salon de Mai im Jahre 1951 und im Jahre 1952 teil sowie an einer Gruppenausstellung in der Galerie Maeght. 1953 werden seine Malereien in der Galerie Pierre in Paris gezeigt. Eine Einzelausstellung wurde ihm 1955 in der Galerie Warren in Paris gewidmet. Er nahm am Salon des Réalités Nouvelles von 1949 bis 1964 und während seiner Karriere an zahlreichen Gruppenausstellungen teil.
Im Jahre 1957 stellte er in Lausanne in der Buchhandlung Grand Chêne und in Paris in der Galerie Art Vivant zusammen mit André Lanskoy und Nicolas de Staël aus.
Von dieser Zeit an folgten zahlreiche Ausstellungen in Frankreich und im Ausland, insbesondere in Deutschland: 1958 in der Galerie der Spiegel in Köln; 1959 war er Teilnehmer der documenta 2 in Kassel in der Abteilung Graphik; im Jahre 1960 fand wieder eine Ausstellung in Paris, in der Galerie Dina Vierny statt; im Jahre 1961 in der Galerie Adrien Maeght Paris; im Jahre 1964 in der Galerie Melisa in Lausanne; im Jahre 1967 in der Galerie Messine Paris; im Jahre 1970 in der Galerie de France und Ausstellungen in den Benelux-Ländern, z. B. in Brüssel; im Jahre 1988 in der Galerie Arnoux in Paris.